# Bayerischer Platz (metrostation)
Bayerischer Platz is een station van de metro van Berlijn, gelegen onder het gelijknamige plein en de Grunewaldstraße in het Berlijnse stadsdeel Schöneberg. Het metrostation werd geopend op 1 december 1910 aan de Schöneberger U-Bahn, de huidige lijn U4. In 1971 werd Bayerischer Platz een overstapstation en ging ook de U7 er stoppen.

## Geschiedenis
Nadat de Hochbahngesellschaft, het bedrijf dat de eerste Berlijnse metrolijnen aanlegde en exploiteerde, in 1903 een metrolijn door Schöneberg had afgewezen, besloot de toentertijd nog zelfstandige stad zelf een lijn aan te leggen van de Nollendorfplatz naar de Hauptstraße (nu station Innsbrucker Platz). Deze lijn kreeg een station onder de Bayerischer Platz, dat ontworpen werd door Johannes Kraaz. Hoewel de stations van de Schöneberger U-Bahn alle door een andere architect ontworpen werden, is het uiterlijk van de stations vergelijkbaar: stalen steunpilaren op het eilandperron en lichtgrijs betegelde wanden met grote reclameborden, omlijst met een contrasterende kleur, overeenkomend met die van de pilaren. Station Bayerischer Platz kreeg de kenkleur blauw. Aangezien de metrolijn vlak onder het straatniveau verloopt, leiden de uitgangen, aan elk uiteinde een, rechtstreeks naar het plein, zonder tussenverdieping.

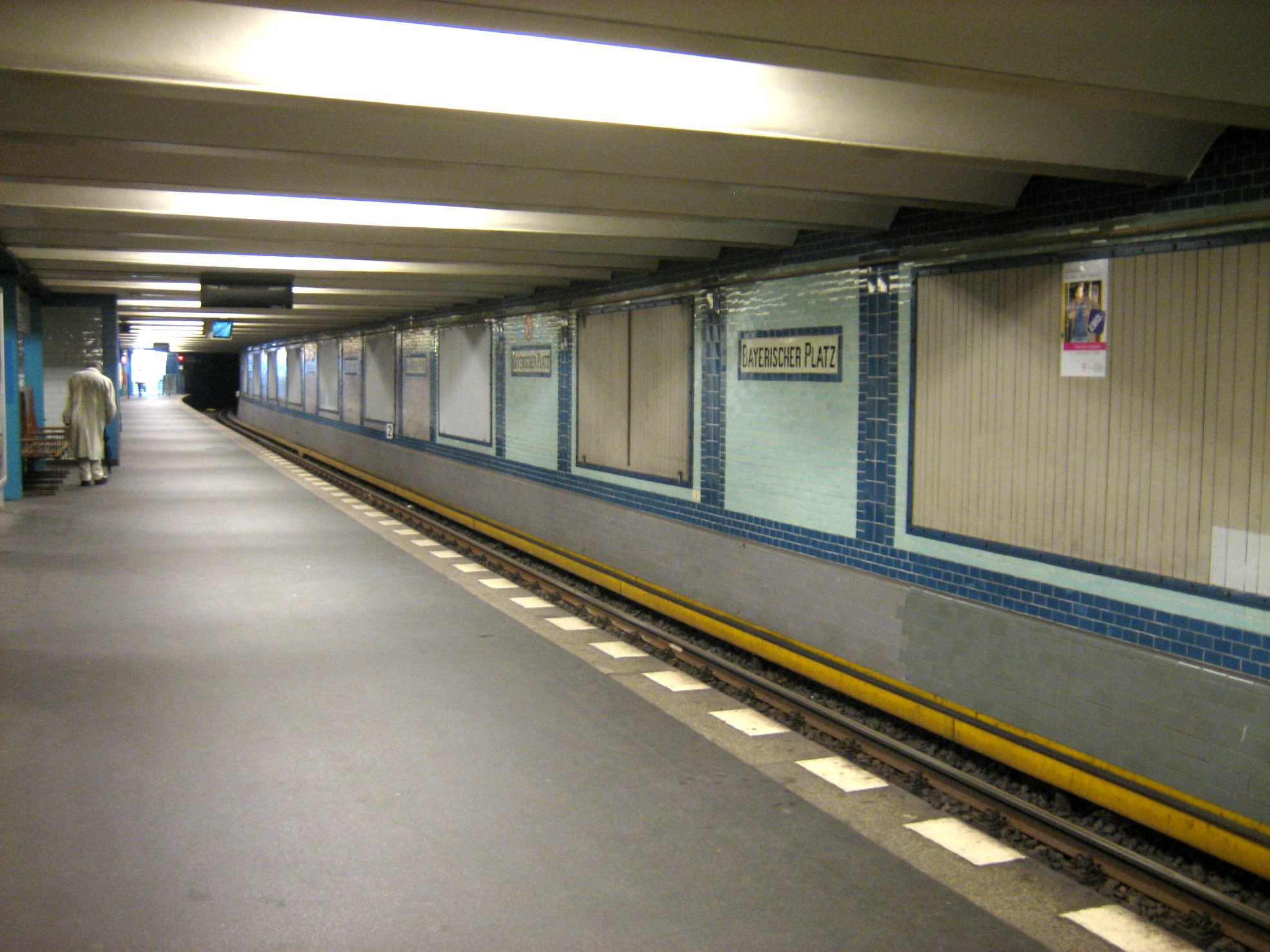
Perron van de U4

Tijdens de Tweede Wereldoorlog raakte station Bayerischer Platz ernstig beschadigd. Op 22 november 1943 verwoestte een vliegtuigbom een deel van het dak. Op 3 februari 1945 werd het station getroffen juist op het moment dat er twee treinen stopten; 63 mensen vonden de dood. Van het plein was na de oorlog weinig meer over. In het park op het midden van het plein lag een vrijwel open metrostation zonder dak en had alleen een kiosk de bommen overleefd; ook de bebouwing aan de rand van het plein was grotendeels verwoest. Pas in 1949 kon station Bayerischer Platz, een beschermd monument, weer in oude luister hersteld worden.
Bij de herinrichting van het Bayerisches Viertel, de wijk waarin de Bayerischer Platz ligt, verlegde men de Grunewaldstraße, zodat deze voortaan het plein doorkruiste. In 1957 werd de zuidelijke toegang van het metrostation hiertoe omgebouwd en ondergebracht in een deels glazen paviljoen in strakke wederopbouwstijl. Dit paviljoen deed tevens dienst als abri voor een tramhalte. In november 1963 verdween de tram echter van de Bayerischer Platz. De noordelijke toegang tot het metrostation, met gedecoreerde balustrade, bleef na de renovatie behouden.

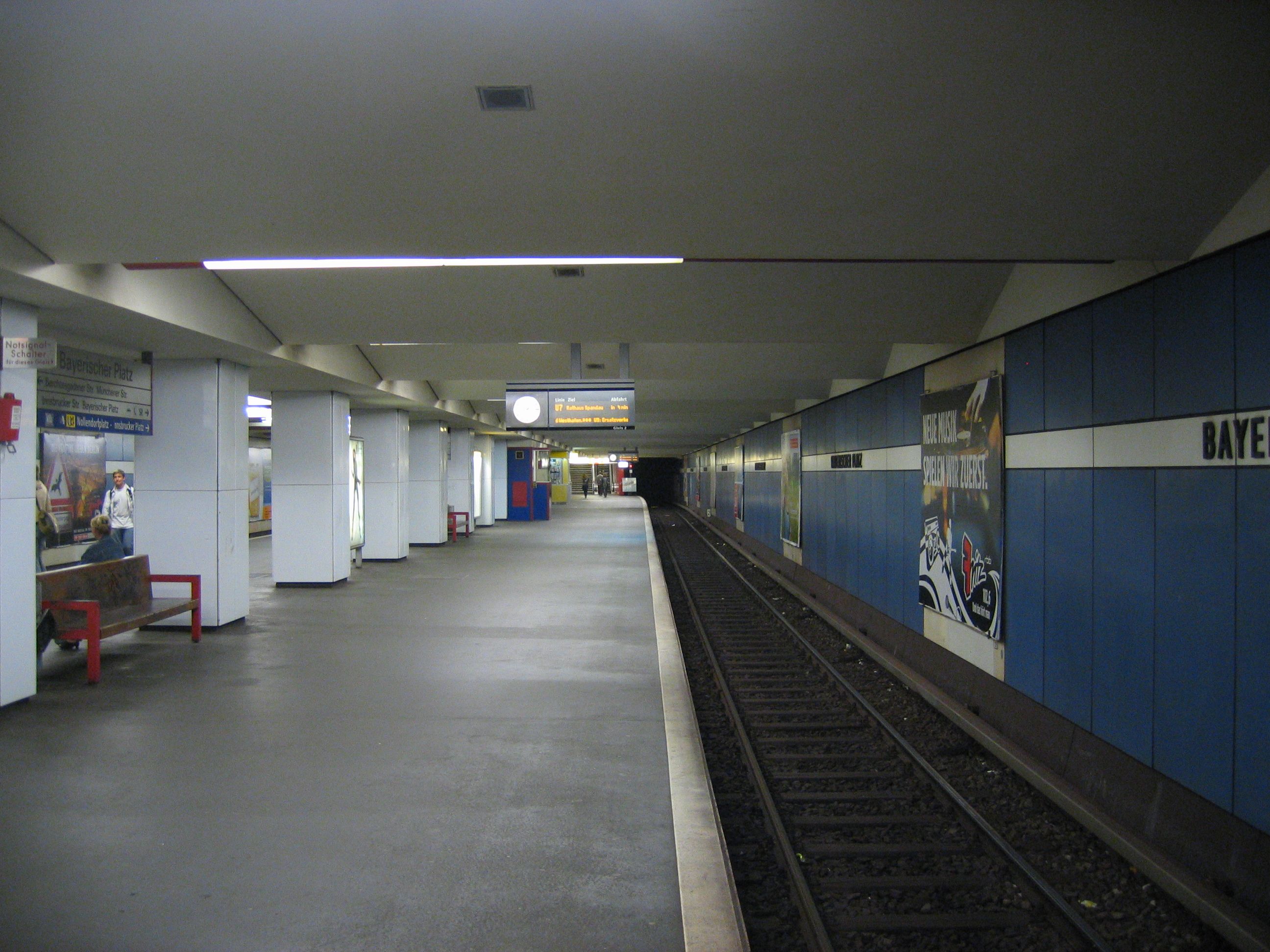
Perron van de U7, uitgevoerd in blauw en wit

In 1967 begon de aanleg van de westelijke verlenging van lijn 7, van station Möckernbrücke naar de Fehrbelliner Platz. Het tien jaar oude paviljoen werd vervolgens afgebroken en vervangen door een wit bouwwerk van de hand van Rainer Rümmler, dat toegang tot beide lijnen zou gaan geven. Rümmler tekende eveneens voor het nieuwe station van de U7, dat op 29 januari 1971 zijn deuren opende. Het perron van de U7 wordt net als dat van de U4 gedomineerd door de kleuren wit en blauw, die verwijzen naar de vlag van Beieren. De architect koos hier voor een wandbekleding van asbestcementen platen. De in het dak geplaatste lampen schijnen alleen met de rijrichting mee, zodat metrobestuurders er niet door verblind worden. Hiertoe is aan beide zijden van het perron een aan elkaar tegengestelde zigzagstructuur in het plafond aangebracht.